# Том Рапопорт
Том Абрахам Рапопорт (; народився в Цинциннаті 17 червня 1947)-німецько-американський клітинний біолог, що вивчає перенесення білків в клітини. У 1995 році він прийняв професорську кафедру в Гарвардській медичній школі в Бостоні, де в даний час викладає. У 1997 році він став науковим співробітником медичного інституту Говарда Хьюза.

## Біографія
Том Абрахам Рапопорт народився в 1947 році в Цинциннаті, штат Огайо, США. Його батьки, Самуель Мітя Рапопорт і Інгеборг Рапопорт, втекли від нацизму кількома роками раніше.
У 1950 році, коли тому Рапопорту виповнилося три роки, його батьки покинули Сполучені Штати Америки в результаті розслідування антиамериканської діяльності. Після короткого перебування у Відні вони в 1952 році переїхали в НДР в Берлін, де батько став професором біохімії та директором Інституту фізіологічної хімії при Університеті Гумбольдта, а мати-професором неонаталогії в лікарні милосердя. Його брат-математик Майкл Рапопорт.
Том Рапопорт отримав докторський ступінь в 1972 році в університеті Гумбольдта з дисертацією з математичного моделювання кінетики неорганічної пірофосфатази. Він працював у лабораторії Пітера Хайтмана, а його батько був директором Інституту фізіологічної хімії. В університеті Гумбольдта він співпрацює з Рейнхартом Генріхом з математичного моделювання гліколізу в еритроцитах, що призвело до створення теорії метаболічного контролю, на якій вони спільно представили тезу «розширення повноважень». У той же час він працював з Синаїдою Розенталь, колишньою ученицею батька, над клонуванням гена інсуліну коропа.
У 1979 році він вступив до Zentralinstitut für Molekularbiologie der Akademie der Wissenschaften der DDR, майбутній Max-Delbrück-Centrum für Molekulare Medizin in der Helmholtz-Gemeinschaft, де він став професором у 1985 році.
У 1995 році переїхав до США. Він є професором Гарвардської медичної школи з 1995 року та науковим співробітником медичного інституту Говарда Хьюза з 1997 року.
Він вивчає кілька аспектів секреції клітин, включаючи механізми, за допомогою яких нещодавно синтезовані білки переносяться з цитозолу в люмен ендоплазматичного ретикулуму за допомогою комплексу Sec61 (також відомого як транслокон), як аномальні секреторні білки руйнуються деградацією білків, пов'язаних з ендоплазматичним ретикулумом (феномен, відомий також як ERAD), і як ретикулоцити і пов'язані з ними білки регулюють морфологію ендоплазматичного ретикулуму.

## Нагороди
- Otto Warburg Medal,
- Max Delbrück Medal,
- Sir Hans Krebs Medal,
- Schleiden Medal,
- Rudolf-Virchow-Preis (DDR).